# Cascade Volga-Kama

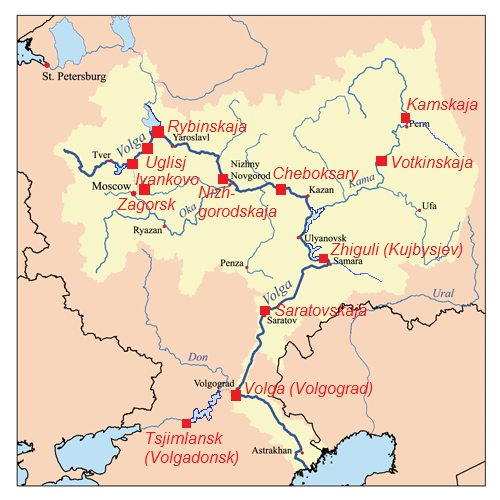
Carte des installations hydrologique sur la Volga et la Kama

La cascade Volga-Kama (en russe : Волжско-Камский каскад, Voljsko-Kamski kaskad) désigne la succession de réservoirs et de barrages hydroélectriques aménagés sur la Volga et son principal affluent, la Kama, en Russie. On parle également de la « cascade hydroélectrique Volga-Kama » (en russe : Волжско-Камский каскад ГЭС, Voljsko-Kamski kaskad GuES).
À partir de l'aménagement du réservoir d'Ivankovo, près de Moscou, entre 1933 et 1937, douze grandes installations hydroélectriques, et d'autres de petite taille, ont été réalisées sur la Volga et la Kama, totalisant une puissance de 12 GW.

## Réservoirs sur la Volga
Les principaux réservoirs sur la Volga, d'amont en aval :
- Réservoir d'Ivankovo
- Réservoir d'Ouglitch
- Réservoir de Rybinsk
- Réservoir de Gorki
- Réservoir de Tcheboksary
- Réservoir de Kouïbychev
- Réservoir de Saratov
- Réservoir de Volgograd

## Réservoirs sur la Kama
Les principaux réservoirs sur la Kama, d'amont en aval :
- Réservoir de la Kama
- Réservoir de Votkinsk
- Réservoir de Nijnekamsk

La Kama a son embouchure dans le réservoir de Kouïbychev.